# سکوت کوهستان
سکوت کوهستان فیلمی به کارگردانی و نویسندگی یدالله نوعصری محصول سال ۱۳۷۴ است.

## بازیگران
- فرهاد قائمیان
- شراره یوسفی نیا
- خسرو دستگیر
- هوشنگ منصورخاکی
- سعید کریمی
- سعید عباسی
- مهری مهرنیا
- شهرام خدایی
- افشین پورسلیمان
- علی کوهپایه
- فیروز حشمت
- ابراهیم عباسعلی زاده
- محمد شادی
- کیومرث محمودی
- ناصر فیضی